# At Boomers, Volume 2
At Boomers, Volume 2 è un album live del quintetto condotto da Art Farmer, pubblicato dalla Test of Time Records nel 2008.Il disco fu registrato dal vivo il 14 e 15 maggio del 1976 al Boomers di New York (Stati Uniti).

## Tracce
1. Fantasy in D – 11:47 (Cedar Walton)
2. Manha Do Carnaval – 12:07 (Luiz Bonfá, Antonio Maria)
3. Blues for Amos – 13:54 (Sam Jones)
4. What's New? – 11:12 (Johnny Burke, Robert Haggart)

## Musicisti
- Art Farmer - flicorno
- Clifford Jordan - sassofono tenore
- Cedar Walton - pianoforte
- Sam Jones - contrabbasso
- Billy Higgins - batteria